# IoTメディアラボラトリー
IoTメディアラボラトリー（アイオーティーメディアラボラトリー）は、東京都の特定非営利活動法人。

## 概要
NPO法人になる前の組織は、東京都文京区の東京大学本郷キャンパスに存在した。2017年より西和彦がディレクター。教育も兼ねて大学生と共に様々な機器を開発していた。
IoTは近年世界中で注目されており技術開発が進められているため、近い将来には人々の生活を大きく変えるようなニーズを見つけ出せるような企業や人が現れるに違いない背景において設立された。意欲のある専門技術者を広く一般より集め、特定の企業に縛られずに研究と開発と標準化の推進を行い、広く社会に技術移転することを目指す。
2020年8月6日に横須賀リサーチパーク研究開発推進協会WSN協議会と協力して行うIoT無線通信技術の実証実験の説明会を行う。東京大学本郷キャンパス内に「本郷テストベッド」を構築して実証実験が行われた。IoTは他社と強調しながら繋がることが大事で、IoTメディアラボラトリーがハブとなりLPWAの普及に貢献することを目指す。様々なLPWA方式の通信デバイスを使用した比較評価を行い通信状況を把握して、IoT事業者がニーズに合ったLPWAを選定できるように支援をする。
2023年1月に「MSX0 Stack」のクラウドファンディングを行い7439万5541円の資金を集めた。2023年11月1日より「MSX0」に関連するクラウドファンディングの第2弾を行い、この資金で「MSX0 Card」と「MSX0 Stack watch」を開発する。西和彦は2023年3月23日に破産したが、IoTメディアラボラトリーは西和彦個人とは別の法人であるため、クラウドファンディングや「MSX0」の開発は無事に取り組み続けられた。